# Ítalo (cầu thủ bóng đá)
Ítalo Santos de Oliveira do Nascimento thường gọi Ítalo (sinh ngày 10 tháng 1 năm 1996), là một cầu thủ bóng đá người Brasil thi đấu ở vị trí trung vệ cho Olhanense.